# Лайл Кемпбелл
Лайл Кемпбелл (англ. Lyle Campbell; нар. 1942) — американський мовознавець, один із провідних фахівців із мезоамериканістики та порівняльно-історичного мовознавства, а також із фіно-угорських мов.
1971 року захистив дисертацію в Каліфорнійському університеті в Лос-Анджелесі, викладав у багатьох університетах світу. Нині[коли?] професор лінгвістики в Університеті Юти і директор університетського Центру корінних мов Америки (CAIL).
Автор понад півтора десятка монографій та багатьох статей, присвячених діахронічній лінгвістиці, граматиці юто-ацтекських та маянських мов, новозеландському варіанту англійської мови та загальним питанням мовознавства. Автор (разом з Теренсом Кауфманом) реконструкції прамаянської мови. Американське лінгвістичне товариство присудило двом його книгам (Harris & Campbell 1995 і Campbell 1997) престижну Премію Леонарда Блумфілда (найкраща книга з лінгвістики за дворічний період). Монографія (Campbell 1998/Campbell 2004) є одним з найавторитетніших вступів до історичної лінгвістики. Виступав із різкою критикою робіт у галузі «глибокої реконструкції», зокрема, американської гіпотези Дж. Ґрінберга та ностратичної гіпотези.

## Праці
- Campbell, Lyle & Blair, Robert et al. (1971). Cakchiquel Basic Course. Provo: Peace Corps.
- Campbell, Lyle (1977). Quichean Linguistic Prehistory (University of California Publications in Linguistics, 81). Berkeley: University of California Press.
- Campbell, Lyle et al. (1978). Bibliography of Mayan Languages and Linguistics. Institute for Mesoamerican Studies, Publication 3. SUNY Albany.
- Campbell, Lyle & Mithun, Marianne[en] (Eds.) (1979). The Languages of Native America: An Historical and Comparative Assessment. Austin: University of Texas Press.
- Campbell, Lyle (1980). El Idioma Cacaopera. (Colección Antropología e Historia, 16.) Administración del patrimonio cultural. San Salvador, El Salvador: Ministerio de Educación, Dirección de publicaciones.
- Campbell, Lyle & Justeson, John (Eds.) (1984). Phoneticism in Mayan Hieroglyphic Writing. (Institute for Mesoamerican Studies, Pub. 9.) SUNY Albany/University of Texas Press.
- Campbell, Lyle et al. (1985). The Foreign Impact of Lowland Mayan Languages and Script. (Middle American Research Institute, publication 53.) New Orleans: Tulane University.
- Campbell, Lyle (1985). The Pipil language of El Salvador. Berlin: Mouton de Gruyter.
- Campbell, Lyle (1988). The Linguistics of Southeast Chiapas. (Papers of the New World Archaeological Foundation, 51.) Provo, Utah.
- Campbell, Lyle & Migliazza, Ernest C. (1988). Panorama General de las Lenguas Indígenas en las Amerícas. Historia General de América, tomo 10. Instituto Panamericano de Geografía e Historia. Caracas, Venezuela.
- Campbell, Lyle & Harris, Alice C. (1995). Historical syntax in cross-linguistic perspective. Cambridge: Cambridge University Press.
- Campbell, Lyle; Mistry, P. J. & Hill, Jane (Eds.) (1997). The Life of Language: Papers in Linguistics in Honor of William Bright. Berlin: Mouton de Gruyter.
- Campbell, Lyle (1997). American Indian languages: the historical linguistics of Native America. Oxford: Oxford University Press. ISBN 0-19-509427-1.
- Campbell, Lyle (1998). Historical Linguistics: an Introduction. Edinburgh: Edinburgh University Press.
- Campbell, Lyle (1999). Historical Linguistics: an Introduction. Cambridge, MA: MIT Press. (Переиздание для США)
- Campbell, Lyle (Eds.) (2003). Grammaticalization: a critical assessment. (Special issue of Language Sciences, vol. 23, numbers 2-3.)
- Campbell, Lyle et al. (2004). New Zealand English: its Origins and Evolution. Cambridge: Cambridge University Press.
- Campbell, Lyle (2004). Historical Linguistics: an Introduction (2nd edition). Edinburgh: Edinburgh University Press, and Cambridge, MA: MIT Press.